# Maniac Mansion
Maniac Mansion, äventyrsspel utgivet av Lucasfilm Games 1987. Maniac Mansion fick en uppföljare som heter Day of the Tentacle. 
Äventyret var början på en serie av 12 spel som kom att släppas med samma sorts spelmotor. Spelmotorn utvecklades till Maniac Mansion och heter därför SCUMM (Script Creation Utility for Maniac Mansion).
Spelet utvecklades till Commodore 64 men släpptes samtidigt som konverteringarna till Apple II, Amiga och Atari ST. 1988 konverterades spelet även till MS-DOS och NES. Spelet kom att förändra äventyrsgenren, i och med att det var ett av de första peka-och-klicka-äventyren. Till NES översattes spelet till svenska.

## Handling
Maniac Mansion utspelar sig hemma hos den onde doktor Fred och hans fru Edna, samt deras son Ed. Huvudkaraktären Dave ska tillsammans med sina vänner rädda sin flickvän, Sandy, från Fred och hans vetenskapliga experiment. Spelet innehåller bland annat två något säregna tentakler, varav en drömmer om att bli rockstjärna. Sonen Ed har länge försökt göra något åt sin far och hans experiment, och framåt slutet är ett av alternativen att få hjälp av Ed genom att ge honom ett paket.